# Angelo Sbrana
Angelo Sbrana (Pisa, 11 gennaio 1885 – Caen, 1º agosto 1941) è stato un sindacalista italiano; è stato uno dei principali leader sindacali dei macchinisti ferrovieri italiani prima dell'avvento del fascismo.

## Biografia
Nato a Pisa l'11 gennaio 1885 da Assunta Sbrana e da padre ignoto, il giovane Sbrana entra nelle ferrovie e si lega con una forte amicizia ad Augusto Castrucci, leader sindacale dei macchinisti. Sbrana insieme ad Augusto Castrucci e Camillo Signorini è uno degli anarchici più impegnati nell'attività sindacale e rappresentante di quell'area libertaria che ha fortemente caratterizzato i primi decenni della storia del Sindacato Ferrovieri Italiani. 

In una nota della Prefettura di Livorno dell'agosto del 1917 Sbrana viene così descritto: […] 
Sbrana, dunque, è già un attivo militante e nel primo dopoguerra ricoprirà sempre più un ruolo decisivo all'interno dell'organizzazione dei ferrovieri, mantenendo una posizione di difesa intransigente dell'autonomia dell'organizzazione di classe dai partiti politici. Attivo collaboratore di «In Marcia!», organo periodico dei macchinisti, della «Tribuna dei ferrovieri» e di «Guerra di classe», l'organo dell'USI, partecipa come membro del “Comitato di agitazione dei ferrovieri”, durante lo sciopero del gennaio del 1920, insieme a Benassi, Castrucci, Costa, Papetti e Signorini, alle vittoriose trattative con il governo Nitti. Nei mesi successivi alla fine dello sciopero Sbrana svolge un'intensa attività sindacale spostandosi in diverse località soprattutto nel meridione d'Italia. I rapporti di polizia lo segnalano in Sardegna, prima a Cagliari poi a Sassari, in Calabria a Catanzaro e Reggio Calabria ed infine in Sicilia. Tutta questa attività non sfugge alle attenzioni delle autorità sia di polizia che dell'Amministrazione delle Ferrovie che subito dopo lo sciopero generale dell'agosto del 1922 provvedono a licenziarlo. In più d'una occasione i fascisti cercano di aggredirlo ma Sbrana riesce a fuggire e nel 1923 passa clandestinamente la frontiera a Innsbruck (Austria) e successivamente raggiunge la colonia dei fuoriusciti antifascisti in Francia.
A Parigi Sbrana partecipa il 5 e 6 settembre del 1926 al congresso dei “profughi dell'Unione Sindacale Italiana” e fa parte in questi anni del “Comitato d'emigrazione dell'USI”. Nel 1929 Sbrana è espulso dalla Francia, su pressioni del governo italiano, e ripara in Belgio senza smettere la propria attività anarchica e antifascista. Nel 1930 è segnalato in Italia dove svolge attività clandestina. Rientrato in Francia viene indicato come organizzatore dei gruppi libertari a Bourges e per questo è arrestato in più di un'occasione. Allo scoppio della Guerra civile spagnola è attivo sostenitore dei “Comitati Pro Spagna Antifascista”. Dopo l'invasione della Francia da parte delle truppe naziste Sbrana viene catturato e internato nel campo di concentramento di Caen dove muore, a causa dei maltrattamenti e delle dure condizioni di vita, il 1º agosto del 1941.
Su iniziativa dei compagni anarchici e dei lavoratori delle ferrovie di Pisa una lapide di marmo in ricordo di Angelo Sbrana venne inaugurata presso il vecchio cimitero il 3 luglio 1947:
E la viltà chiamarono virtù

Angelo Sbrana

Disperatamente lottò senza vincere

Non il capestro ma le sofferenze di

un campo di concentramento

gli troncarono le audacie
Pisa 11-1-1885 – Caen 1-8-1941
I ferrovieri e gli anarchici che lo ebbero 

compagno di speranze, nel VI anniversario,

in questa pietra ne consacrarono l’amorevole

ricordo.»